# オールスパイス
オールスパイス (allspice, Pimenta dioica) は、フトモモ科の植物で、果実または葉が香辛料として用いられる。名前の由来は、シナモン・クローブ・ナツメグの3つの香りを併せ持つといわれることから（「スパイス各種を混ぜ合わせたもの」ではない）。
別名をジャマイカペッパーといい、クリストファー・コロンブスによってジャマイカからヨーロッパに持ち帰られた。東洋では百味胡椒、三香子とも呼ばれる。
オールスパイスは現在でも中南米が産地であり、果実を未熟なうちに収穫し乾燥させて作られる。普通はパウダーで使われることが多いが、ピクルス液などではホールでも使われる。一般には食卓用というより調理中に使われる事が多い。クローブやシナモンと同じくオイゲノールが主成分のため、似た傾向のスパイシーな味と香りを持つ。トマトとの相性がよく、ハンバーグやソーセージなどの肉料理、ピクルスやソースに用いられる。甘い料理やデザート、果実にも向いている。また、上記のシナモン・クローブ・ナツメグと併用すると香りが調和しマイルドになる。
オールスパイスは、生か加熱調理後かにかかわらずα-アミラーゼおよびα-グルコシダーゼに顕著な阻害作用を示し、糖尿病予防に利用できる可能性が示唆されている。